# Французская Вест-Индия
Французская Вест-Индия или Французские Антильские острова (фр. Antilles françaises) — историческое название островов Карибского моря, принадлежащих Франции.

## История
В XVII веке Ришелье поручил Пьеру Белену д'Эснамбюку основать поселения на островах Гваделупа и Мартиника. В августе 1635 года д’Эснамбюк высадился с отрядом в 150 человек на Мартинике, а чуть раньше — 28 июня того же года — его люди основали французское поселение на Гваделупе. Позже был колонизирован ещё ряд островов. Там стали выращивать сахарный тростник. Так как вербовка для этого работников во Франции не была успешной, на острова стали завозить африканских рабов. В 1685 году для регламентации правового положения рабов и связанных с этим вопросов во французских колониях был принят Чёрный кодекс.
После банкротства в 1648 году французской «Компании Американских островов» и распродажи ее владений в частные руки на французских островах установилась власть частных лиц: Ш. Уэль взял под свой контроль острова Гваделупа, Мари-Галант и Дезирад, Ж. Дюель дю Парке стал хозяином на Мартинике, Сент-Люсии, Гренаде и Гренадинах, а французская часть острова Сент-Китс, где обосновался рыцарь-иоаннит Пуанси, в 1651 году стала владением Мальтийского ордена. В 1664 году была создана Французская Вест-Индская компания, которая стала выкупать острова у частных владельцев. В 1674 году она была было ликвидирована, а управление заморскими колониями перешло под прямой контроль короля
.
В 1794 году Конвент отменил рабство во французских колониях, но Бонапарт восстановил его в 1802 году. Во время наполеоновских войн ряд французских владений был захвачен британцами, но Венский конгресс в 1814 году вернул большинство из них Франции. Переломным моментом в отношении рабства стало восстание рабов на Гаити (1791—1804). В результате колония получила независимость от Франции, и европейские державы увидели опасность в дальнейшем увеличении числа рабов. Новые экономические условия в Европе, снизившие важность рабовладельческих плантаций, стали фактором начала свёртывания трансатлантической работорговли. Рабство во французских колониях было полностью отменено лишь во время революции 1848 года.

## Состав
В настоящее время оставшиеся под управлением Франции территории выделены в два департамента (Гваделупа и Мартиника) и два заморских сообщества (Сен-Бартельми и Сен-Мартен).
Антильские острова Ле-Сент, Мари-Галант и Ла-Дезирад находятся под управлением Гваделупы.
Исторически Франция владела и другими островами Карибского моря.
- Гаити (остров Эспаньола)
- Гренада
- Гренадины
- Доминика
- Некоторые Виргинские острова
- Сент-Китс и Невис
- Сент-Люсия
- Сент-Винсент
- Тобаго

На территориях Французской Вест-Индии кроме французского распространены и креольские языки.